# Astragalus eigii
Astragalus eigii là một loài thực vật có hoa trong họ Đậu. Loài này được Kirchhoff miêu tả khoa học đầu tiên.